# Fürbittengebet
Die Fürbitte ist ein christliches Gebet für andere. In der Fürbitte beten Christen zu ihrem Gott für jemand anderen. Die Fürbitte ist Teil der Liturgie in der katholischen, lutherischen, anglikanischen, methodistischen und anderen westlichen Kirchen. Sie kann auch im persönlichen christlichen Gebet gehalten werden.
In der katholischen, orthodoxen und anglikanischen Kirche ist es Brauch, verstorbene Heilige oder die Gottesgebärerin Maria um Fürbitte bei Gott zu erbeten. 
In charismatisch geprägten Kirchen wird das Segnungsgebet praktiziert: Ein Hilfesuchender teilt sein Gebetsanliegen einem oder mehreren Betern mit, die dann in seinem Beisein für ihn beten und ihn segnen. 
In Freikirchen verbreitet sind Gebetsversammlungen, in denen für bestimmte Anliegen Fürbitte gehalten wird.

## Formen
Form 1Aufruf zum Gebet mit Gebetsrufen der Gemeinde: Von einem Vorbeter werden Gebetsanliegen vorgetragen, die die Gemeinde mit einem Gebetsruf, z. B. „Erbarme dich, Gott“, aufnimmt. Die Nennung der Gebetsanliegen kann entweder als Information oder Aufruf (Variante 1) oder als Gebet (Variante 2) erfolgen. Der alte Name dieser Gebetsform ist Ektenie (gr. „Ausdauer“).
Form 2Diakonisches Gebet: Der Diakon trägt die Gebetsanliegen der versammelten Gemeinde vor, der Zelebrant spricht das einleitende und das abschließende Gebet, das die Anliegen vor Gott bringt und mit einem Lobpreis Gottes schließt. Die Gemeinde kann diese einzelnen Bitten durch ihr „Amen“ bestätigen.
Form 3Wechselgebet: Bei den Preces wechseln sich einzelne Beter oder Gruppen mit Gebetsaufforderungen oder kurzen Gebetsrufen ab.
Form 4Ohne Gebetsrufe der Gemeinde: Bei der Prosphonese werden die Gebetsanliegen ohne Unterbrechung durch Gemeinderufe durch einen Beter vorgebracht.

## Im katholischen Gottesdienst
Heilige Messe
Das „Gebet der Gläubigen“ (der Getauften) war über viele Jahrhunderte kein Bestandteil der heiligen Messe; es wurde erst durch das Zweite Vatikanische Konzil wieder in die Messfeier aufgenommen. Zuvor wurden Fürbitten nur am Karfreitag gesprochen. Diese Fürbitten lassen sich bis ins 1. Jahrhundert zurückverfolgen. Im fürbittenden Gebet, einer Form der Litanei, übt die Gemeinde ihren priesterlichen Dienst aus. Das Fürbittengebet trägt daher im Messbuch auch den Titel „Gebet der Gläubigen“ (Oratio fidelium) bzw. „Allgemeines Gebet (der Gläubigen)“ (Oratio universalis). Es hat seinen Platz am Ende des Wortgottesdienstes, nach der Evangeliumslesung und gegebenenfalls der Homilie und dem Glaubensbekenntnis.
Die Fürbitten werden vom Hauptzelebranten der heiligen Messe durch eine an die Gemeinde gerichtete Einladung eingeleitet und durch sein Gebet und das „Amen“ der Gemeinde abgeschlossen. Das Vortragen der Gebetsanliegen in den Fürbitten ist Aufgabe des Diakons, des Lektors oder anderer Gläubiger.
Die Bitten sind entweder einheitlich an Gott den Vater oder an Jesus Christus, den Herrn gerichtet. Die Anliegen sollen in folgender Reihung zur Sprache kommen:
- für die Kirche
- für die Regierenden und für das Heil der ganzen Welt,
- für die Notleidenden
- für die Ortsgemeinde oder -gemeinschaft[4]

Von diesem Grundschema kann jedoch abgewichen werden.
Die Nennung der einzelnen Gebetsanliegen wird von der Gemeinde mit einem gesungenen oder gesprochenen Gebetsruf beantwortet, meist „Wir bitten dich, erhöre uns“.
Andere Liturgien
In der Karfreitagsliturgie ist in den Großen Fürbitten eine altkirchliche feierliche, dreiteilige Form der Fürbitte erhalten: Der Priester singt eine Einladung zum Gebet mit Nennung des Anliegens; er oder ein anwesender Diakon fordert auf, dazu die Knie zu beugen. Auf das Niederknien der Gemeinde folgt ein stilles Gebet. Nach der Aufforderung „Erhebet euch“ fasst der Priester das Gebetsanliegen mit der Oration zusammen, auf die alle mit „Amen“ antworten.
Die umstrittene Fürbitte für die Juden aus 6. Jahrhundert wurde mehrfach geändert. Für Historiker gehört sie zum christlichen Antijudaismus und beförderte den Antisemitismus.
Auch zum Stundengebet der Kirche gehören in den Laudes sogenannte Preces (Bitten für den Tag) und in der Vesper Fürbitten. Die letzte Fürbitte der Vesper gilt immer den Sterbenden oder Verstorbenen. Die Allerheiligenlitanei beinhaltet in ihrem zweiten Teil eine Reihe von Fürbitten, die an die großen Fürbitten der Karfreitagsliturgie erinnern. Auch die Gebetsform der Novene kann der Fürbitte für ein bestimmtes Anliegen gewidmet sein.
In moderneren Gottesdienstkonzeptionen werden auch erweiterte Formen der Fürbitten praktiziert. So können Gottesdienstbesucher zum Beispiel ihre Bitten aufschreiben; diese werden dann später im Gottesdienst in einzelnen Gebetsbitten aufgenommen oder vorher verlesen. Der Priester kann die Gottesdienstteilnehmer dazu anregen, zusätzlich eine eigene Gebetsbitte still zu formulieren. In Gruppengottesdiensten werden die Fürbitten gelegentlich frei und spontan gesprochen. In Wort-Gottes-Feiern kann bei den einzelnen Bitten vom Leiter, den Sprechern der Fürbitten oder allen Mitfeiernden Weihrauch zum Verbrennen in eine Schale vor dem Altar gelegt werden (Ps 141,2 ).

## Im evangelischen Gottesdienst
Das Fürbittengebet, das früher auch Allgemeines Kirchengebet genannt wurde, kann an verschiedenen Stellen des Gottesdienstes stehen, zumeist bildet es den Abschluss des zweiten Gottesdienstteils, Verkündigung und Bekenntnis (vgl. Agende). Wenn das Abendmahl gefeiert wird, dann erfolgt zuweilen eine Verbindung mit dem Dankgebet am Ende des Abendmahlteils. Beim Vaterunser wird nicht an „meinen“ Vater gerichtet gebetet, sondern an „unseren“ Vater. Wenn eine Person also betet, schließt sie andere Christen in ihr Gebet mit ein.
Seinem inneren Aufbau nach folgt das Fürbittengebet traditionell der Struktur des Vaterunsers:
- Um das Kommen des Reiches Gottes
- Um die Ausbreitung des Evangeliums und den Dienst der Kirche
- Für Staat und Gemeinwesen, sowie Haus und Beruf
- Für Menschen am Rand der Gesellschaft bzw. Notleidende
- Für die versammelte Gemeinde.

Damit weist es im Wesentlichen die gleichen Aspekte wie das Fürbittengebet in der römisch-katholischen Messe auf.

## Im byzantinischen Gottesdienst
In der byzantinischen Liturgie, wie sie vor allem im orthodoxen Christentum gefeiert wird, nehmen Fürbittengebete einen breiten Raum ein; dies gilt sowohl für die Göttliche Liturgie (also die byzantinische Eucharistiefeier) als auch alle anderen Gottesdienstformen.
Die Fürbitten werden hier grundsätzlich vom Diakon, nur ausnahmsweise vom Vorsteher selbst singend vorgetragen; die Gemeinde beantwortet die einzelnen Anliegen zumeist mit „Kyrie eleison“, dct. „Herr, erbarme dich“. Der Ablauf der Fürbittengebete, Ektenien genannt, folgt einem eigenen, der Litanei vergleichbaren Schema. Die Texte der einzelnen Gebetsanliegen sind seit vielen Jahrhunderten nahezu unverändert festgelegt. Das die Fürbitten traditionell abschließende Priestergebet ist weitgehend zu einem von der Gemeinde nicht wahrgenommenen Stillgebet geworden.